# Kerk van Brantgum
De Kerk van Brantgum is een monumentale romaanse kerk in Brantgum in de Nederlandse provincie Friesland. De kerk staat midden in het radiale terpdorp.

## Geschiedenis

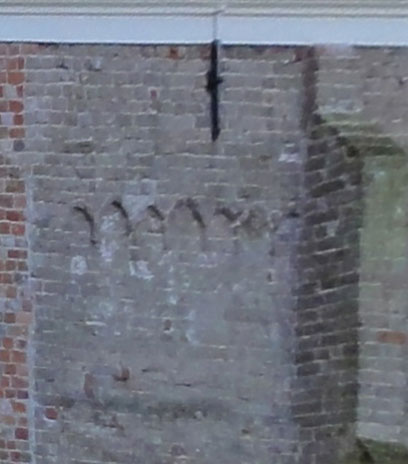
Romaanse muurversieringen in de noordelijke muur

De kerk werd gebouwd in de 12e eeuw. Pas bij de restauratie in 1972 werd duidelijk, dat er sprake was van een oorspronkelijk romaanse kerk uit de 12e eeuw. Tot die tijd was aangenomen, dat het een laatgotische kerk uit de 15e eeuw was. Bij het verwijderen van de pleisterlagen in 1972 bleken echter delen van de kerk uit de 12e eeuw te dateren. Twee traveeën van het schip, gemaakt van tufsteen, zijn in die periode gebouwd. Vooral in de noordwand van de kerk zijn duidelijk romaanse sierelementen te herkennen. De kerk is in de 16e eeuw naar het oosten verlengd. Uit die periode dateert ook het koor met de driezijdige afsluiting.
De kerk is erkend als een rijksmonument.